# Alacepril
Alacepril je ACE inhibitor.